# Missa núm. 2 (Schubert)
La missa núm. 2 en sol major de Franz Schubert, D.167 va ser composta el 1815.
Aquesta és la més coneguda de les tres misses breus que Schubert va compondre entre les més elaborades primera i cinquena. També va escriure la posterior Deutsche Messe o Missa alemanya D.872 (una primerenca Deutsche Singmesse) i l'última o sisena Missa, que serien més llargues.
La segona missa, habitualment anomenada Missa de Schubert en sol, va ser composta en menys d'una setmana (del 2 al 7 de març de 1815), l'any després que la seva primera missa fos interpretada amb èxit a la parròquia original de Schubert. Va tenir en origen una partitura més modesta que la primera, exigint només orquestra de corda i un orgue a més de la soprano, el tenor, i el baríton solistes i un cor. Tanmateix, en els anys 1980 es va descobrir un grup de fragments de la missa a Klosterneuburg que estan datades posteriorment a la partitura integral de Schubert. No només inclouen canvis menors al llarg de l'obra, la qual cosa aparentment representaria les intencions "finals" de Schubert, sinó que també inclouen parts de trompetes i timbales. El germà de Schubert, Ferdinand, també va escriure parts per a instruments de vent, metall i timbals en resposta a la gran popularitat de l'obra.
La partitura original no es va imprimir fins a 1845, diverses dècades després de la mort de Schubert, i fins llavors havia romàs com una de les composicions menys conegudes de Schubert -tant que la primera edició de la missa havia estat usurpada per Robert Führer, llavors director de música a la Catedral de San Vito de Praga, que, al final, va acabar a presó per estafa.
A part d'alguns passatges per a solista soprano, les intervencions dels solistes són molt modestes. És característic de Schubert, que està més interessat en un estat d'ànim devocional conjunt d'una composició religiosa que en una expressió del text romàntica individualista (com faria Beethoven per exemple en les seves misses).

## Mèdia
L'enregistrament presentat més a baix és del Cor de Concerts del MIT (dir. William Cutter) - 2000:
| 01 - Kyrie      |
|                 |
|                 |
|                 |
| 02 - Gloria     |
|                 |
|                 |
|                 |
| 03 - Credo      |
|                 |
|                 |
|                 |
| 04 - Sanctus    |
|                 |
|                 |
|                 |
| 05 - Benedictus |
|                 |
|                 |
|                 |
| 06 - Agnus Dei  |
|                 |
|                 |
|                 |

## Enregistraments
- Wolfgang Sawallisch (director) / Lucia Popp (soprano), Adolf Dallapozza (tenor), Dietrich Fischer-dieskau (baríton), Radio de Baviera. Segell discogràfic: EMI. Enregistrament amb Misses i música sacra.

- Robert Shaw (director) / Dawn Upshaw (soprano), David Gordan (tenor), William Stone (baríton), Cor i l'Orquestra Simfònica d'Atlanta. Segell discogràfic: Telarc. Enregistrament amb la Missa núm. 6 en mi bemoll major, D 950.